# Théories et manifestes de l'architecture contemporaine
Theories and Manifestoes of Contemporary Architecture est un livre de l'historien et théoricien de l'architecture Charles Jencks, bien connu pour sa contribution au discours post-moderniste. Jencks en tant que premier historien de l'architecture à revendiquer la mort du modernisme, montre ici comment l'architecture post-moderne a développé ses théories fondamentales,.
Théories et manifestes de l'architecture contemporaine en tant qu'anthologie des théories architecturales se compose de plus de 120 théories et manifestes majeurs qui ont été proposés depuis les années 1950. Le livre a été initialement publié en 1997, puis sa deuxième édition en 2006 par : Wiley-Academy. Divisé en six sections de la théorie post-moderne, post-moderne de l'écologie, traditionnelle, moderne tardive, nouvelle moderne, de la complexité et du chaos, il a couvert tous les principaux problèmes qui ont été discutés dans les années 1955-2005 dans la théorie architecturale,.